# Aidi Vallik
Aidi Vallik (ur. 11 maja 1971 w Palivere) – estońska pisarka, poetka, scenarzystka i autorka książek dla dzieci i młodzieży. 

## Życiorys

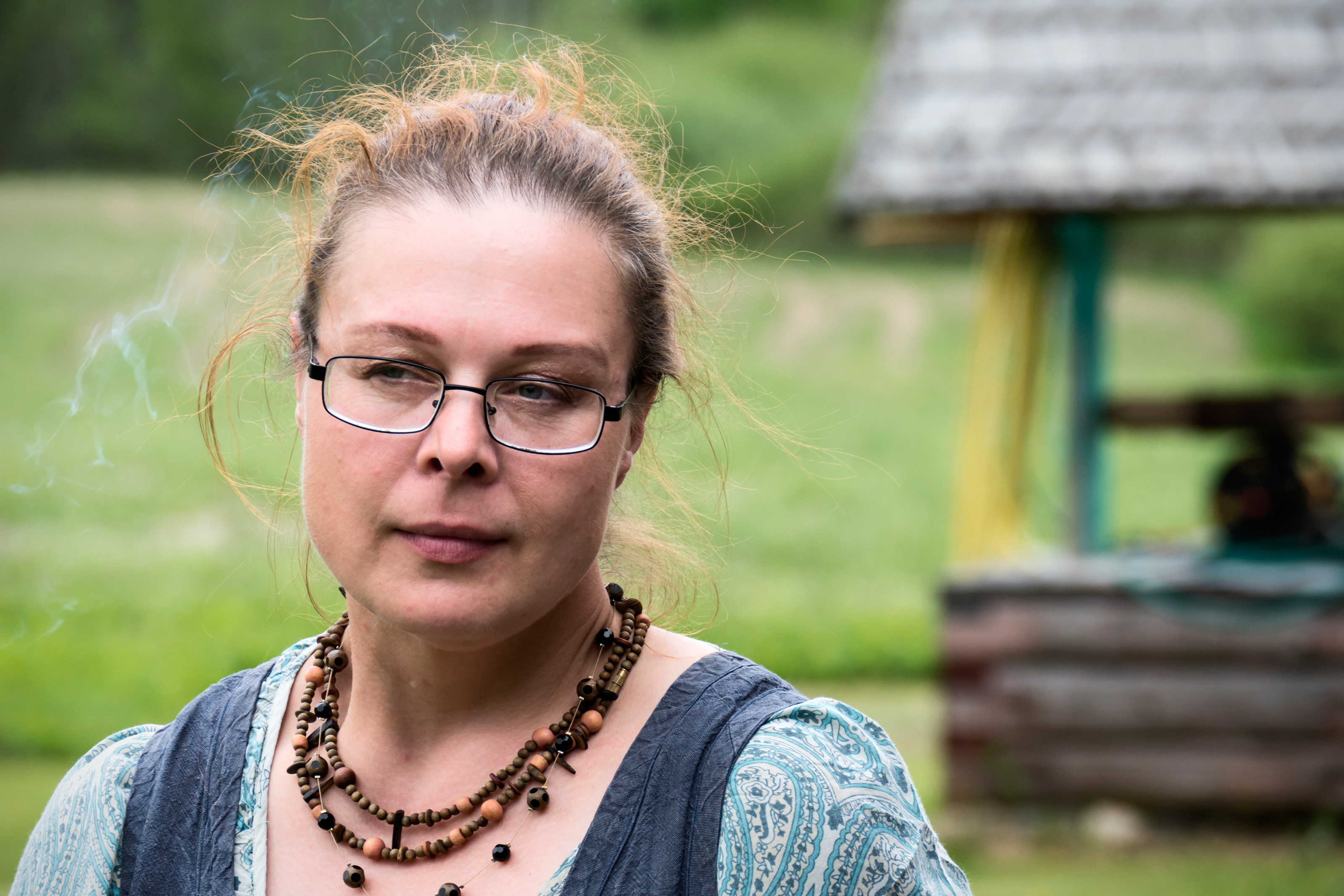
Aidi Vallik, 2016

Aidi Vallik urodziła się 11 maja 1971 r. w Palivere, w prowincji Lääne, w gminie Taebla. 
W latach 1978–1979 uczyła się w szkole podstawowej w Palivere, od 1979–1986 w szkole średniej w Taebla, od 1986–1988 w Tartu Kunstikoolis, a od 1990–1991 w Haapsalu Õhtukeskkoolis. W latach 1991–1996 studiowała filologię estońską na Uniwersytecie w Tartu. 
Początkowo pracowała w Centrum Kultury Haapsalu, w latach 1996-2004 była nauczycielką w Haapsalu Wiedemanni Gümnaasium. Od 2004 r. jest niezależną pisarką i założycielką organizacji non-profit Lugu-Loo, która wydaje książki. Jest aktywna w dyskusjach na temat edukacji w Estonii. Otrzymała wiele nagród literackich.

## Wybrane dzieła

### Proza
- Kuidas elad, Ann?, 2001
- Mis teha, Ann?, 2002
- Mis sinuga juhtus, Ann?, 2007

### Poezja
- Ärge pange tähele, 1990
- Videvikus lepatriinulend, 1995
- Mina ja Käthe Kollwitz, 1998
- Ristsõna, 2001

### Książki dla dzieci i młodzieży
- Koletise lugu, 2005
- Narkohollo ehk Florose vabastamine, 2006
- Unekoer, 2006
- Tirtsti ja turtsti, 2007
- Ilmaveski terakesed, 2008
- Pints ja Tutsik I raamat, 2008
- Pints ja Tutsik II raamat, 2009
- Mina, kana, lehm ja kratt, 2010
- Minu jalad, 2010
- Mannikese lugu, 2010
- Roosi ja emme, 2013
- Lumehelbe töö, 2014
- Laste oma Eesti, 2015
- Paremad palad, 2015
- Imelised inimesed, 2016
- Minna ja hernetont, 2018